# لاري كوريا
لاري كوريا (بالإنجليزية: Larry Correia)‏ (1977، كاليفورنيا في الولايات المتحدة)؛ روائي أمريكي.